# (71001) Natspasoc
(71001) Natspasoc est un astéroïde de la ceinture principale.

## Description
(71001) Natspasoc est un astéroïde de la ceinture principale. Il fut découvert le 7 décembre 1999 à Fountain Hills (Arizona) par Charles W. Juels. Il présente une orbite caractérisée par un demi-grand axe de 2,61 UA, une excentricité de 0,09 et une inclinaison de 15,4° par rapport à l'écliptique.

## Compléments